# Tatsuma Yoshida
Tatsuma Yoshida (jap. 吉田 達磨, Yoshida Tatsuma; * 9. Juni 1974 in Misato, Präfektur Saitama) ist ein ehemaliger japanischer Fußballspieler und heutiger -trainer.

## Karriere

### Spieler
Yoshida erlernte das Fußballspielen in der Schulmannschaft der Tokai University Urayasu High School. Seinen ersten Vertrag unterschrieb er 1993 bei Kashiwa Reysol. Der Verein spielte in der zweithöchsten Liga des Landes, der Japan Football League. 1994 wurde er mit dem Verein Vizemeister der Japan Football League und stieg in die J1 League auf. Für den Verein absolvierte er vier Erstligaspiele. 1997 wechselte er zum Ligakonkurrenten Kyōto Purple Sanga. Für diesen Verein absolvierte er sieben Erstligaspiele. 1999 wechselte er zum Zweitligisten Montedio Yamagata, für welchen er 94 Spiele absolvierte. 2002 wechselte er zu Jurong FC. Ende 2002 beendete er dort dann seine Karriere als Fußballspieler.

## Erfolge

### Trainer
Ventforet Kofu
- Japanischer Pokalsieger: 2022